# Bahnhof Kanazawa-bunko
Der Bahnhof Kanazawa-bunko (jap. 金沢文庫駅, Kanazawa-bunko-eki) ist ein Bahnhof auf der japanischen Insel Honshū. Er wird von der Bahngesellschaft Keikyū betrieben und befindet sich in der Präfektur Kanagawa auf dem Gebiet der Stadt Yokohama, genauer im Bezirk Kanazawa-ku.

## Verbindungen

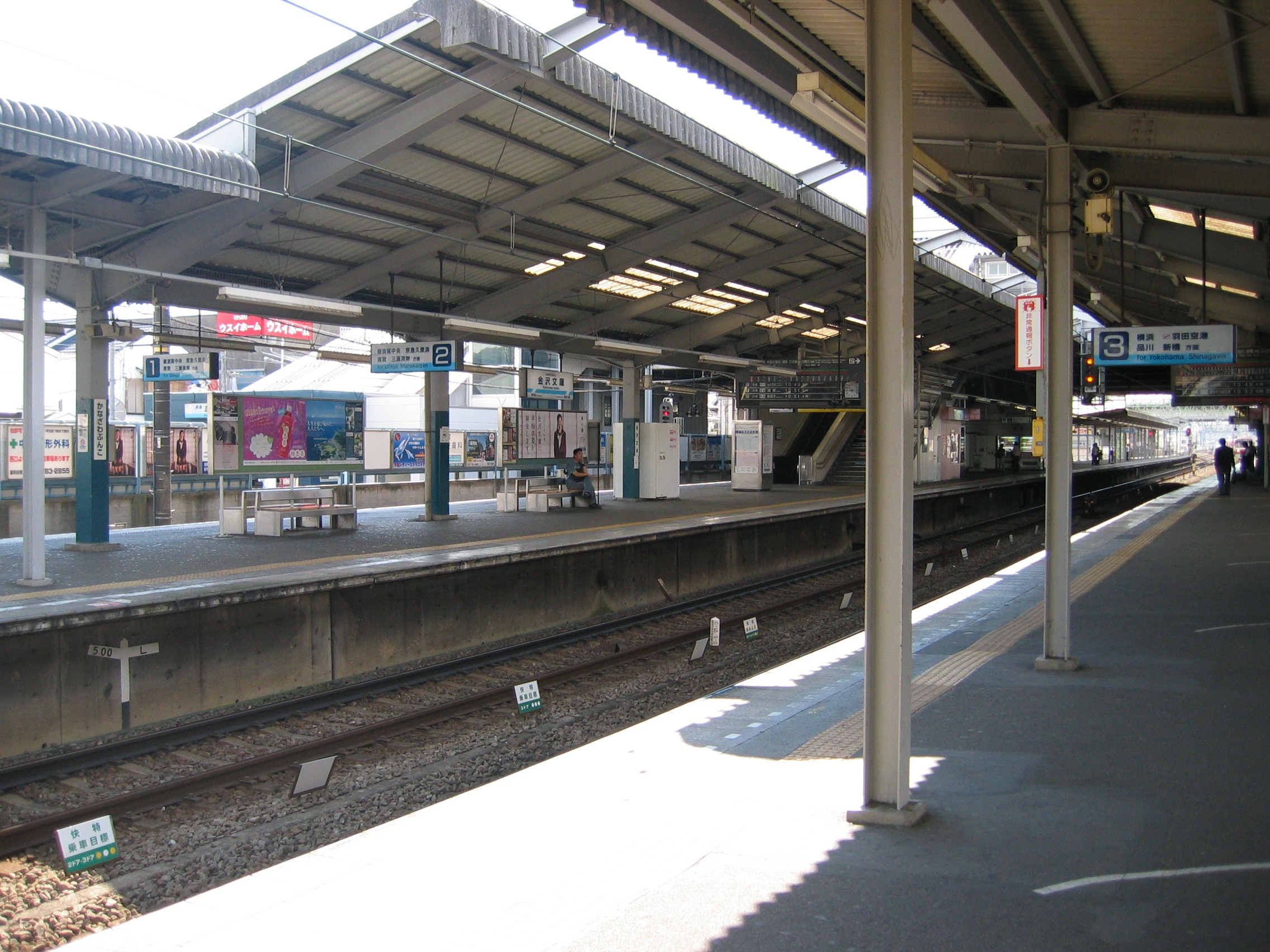
Bahnsteige

Kanazawa-bunko ist ein Zwischenbahnhof an der Keikyū-Hauptlinie, die überwiegend dem Westufer der Bucht von Tokio folgt und von Tokio über Yokohama nach Uraga auf der Miura-Halbinsel führt. Das Zugangebot ist sehr dicht: Tagsüber fahren 18 Züge je Stunde, während der Hauptverkehrszeit bis zu 25 Züge stündlich. Sämtliche auf der Keikyū-Hauptlinie verkehrenden Züge halten hier. Schnellzüge von überregionaler Bedeutung sind der Airport Express zwischen Zushi-Hayama und dem Flughafen Haneda sowie der Limited Express nach Tokio, der in Sengakuji zur Asakusa-Linie der U-Bahn Tokio durchgebunden wird; hinzu kommen die zuschlagpflichtigen Morning Wing morgens nach Tokio bzw. Evening Wing abends nach Misakiguchi.
Beidseits des Bahnhofs befindet sich je ein Busterminal. Jener auf dem südwestlichen Vorplatz wird gemeinsam von den Gesellschaften Keihin Kyūkō Bus und Daishintō betrieben und ist Ausgangspunkt von über einem Dutzend Linien. Der Busterminal auf dem südöstlichen Vorplatz bedient fünf Linien von Keihin Kyūkō Bus. An der Bushaltestelle auf der nahen Hauptstraße halten zwei weitere Keikyū-Buslinien.

## Anlage

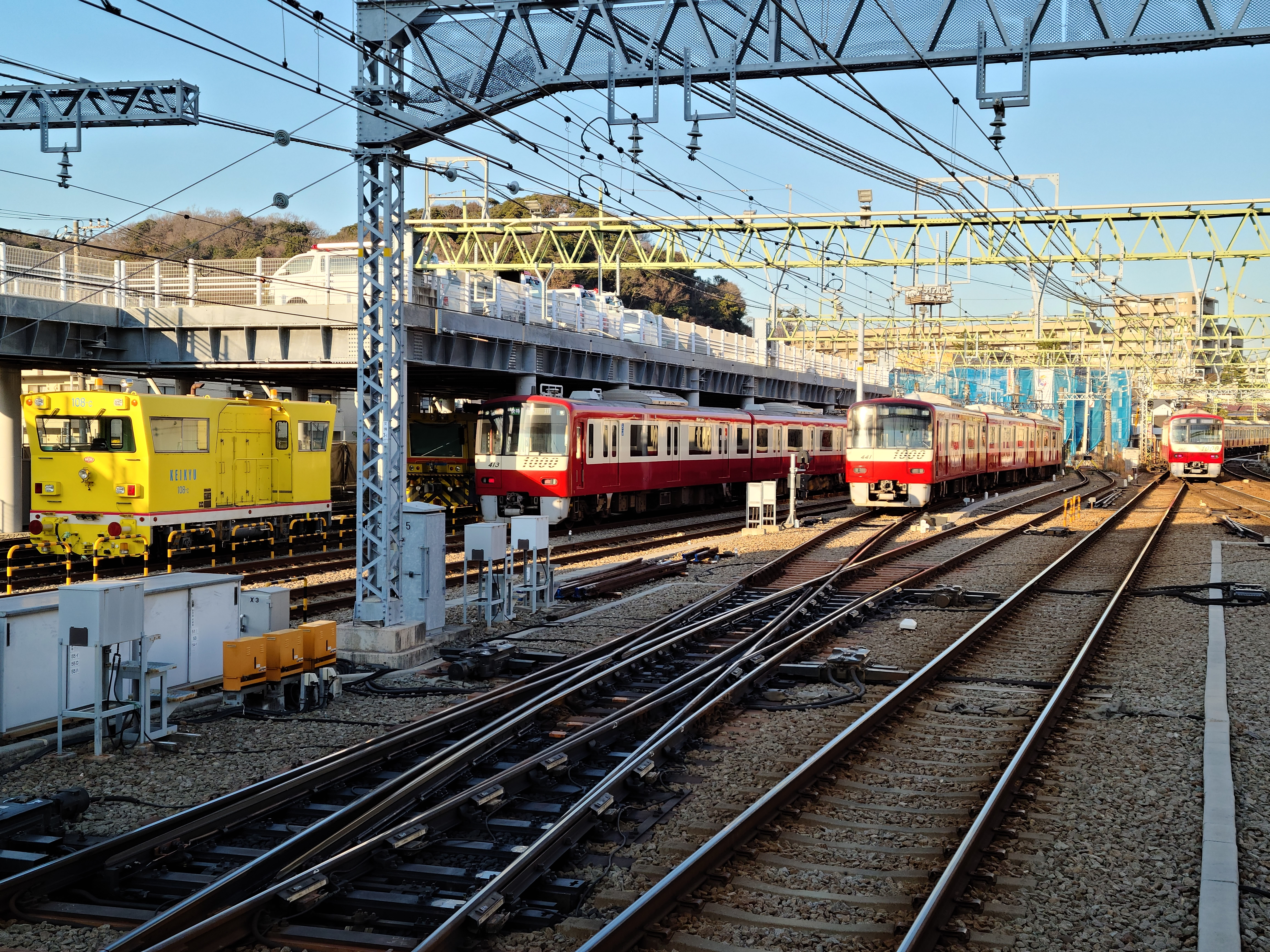
Abstellanlage

Der Bahnhof steht im Süden des Stadtteils Yatsumachi, der zum Bezirk Kanazawa-ku gehört. Benannt ist er nach dem nahe gelegenen Kanazawa Bunko, der neben einem Kunstmuseum auch eine seit dem Jahr 1275 bestehende Bibliothek umfasst. In der Nähe befinden sich auch der Kanazawa-Naturpark, der buddhistische Tempel Shōmyō-ji, der Kanazawa-Zoo und eine Produktionsstätte des Schienenfahrzeugherstellers J-TREC. Die Anlage ist von Norden nach Süden ausgerichtet und umfasst vier Gleise, die alle dem Personenverkehr dienen. Sie liegen an zwei vollständig überdachten Mittelbahnsteigen, über die sich das Empfangsgebäude in Form eines Reiterbahnhofs spannt. An der Nord- und Südseite der Anlage befindet sich jeweils eine Abstellanlage mit vier Gleisen. Etwa einen halben Kilometer südlich des Bahnhofs steht das Bahnbetriebswerk Kanazawa.
Kanazawa-Bunko ist für den Bahnbetrieb von großer Bedeutung. Um die Kapazität während der Hauptverkehrszeit zu erhöhen, verkehren die meisten Limited Express und Morning/Evening Wing in einer 12-Wagen-Formation. Um dies zu ermöglichen, werden einige vierteilige Züge auf den Abstellgleisen des Bahnhofs bereitgehalten und zu ausgewählten achtteiligen Limited Express- und Morning Wing-Zügen hinzugefügt, um eine zwölfteilige Komposition nach Shinagawa zu bilden, wo die hinzugefügten Wagen wieder entfernt werden. In der abendlichen Hauptverkehrszeit wird der umgekehrte Vorgang durchgeführt, indem vier Wagen in Kanazawa-bunka von den zwölfteiligen Zügen abgekoppelt werden, während die achtteiligen Züge zur Keikyū Kurihama-Linie weiterfahren.
Im Fiskaljahr 2019 nutzten durchschnittlich 69.940 Fahrgäste täglich den Bahnhof, er ist somit der am fünftmeisten frequentierte des gesamten Keikyū-Netzes.

## Gleise
| 1/2 | ▉ Keikyū-Hauptlinie | Kanazawa-hakkei • Zushi-Hayama • Uraga • Misakiguchi |
| 3/4 | ▉ Keikyū-Hauptlinie | Yokohama • Flughafen Haneda • Shinagawa • Oshiage    |

## Linien
| Verlauf der Keikyū-Hauptlinie |
| --- |
| Sengakuji • Shinagawa • Kitashinagawa • Shimbamba • Aomono-yokochō • Samezu • Tachiaigawa • Ōmorikaigan • Heiwajima • Ōmorimachi • Umeyashiki • Keikyū Kamata • Zōshiki • Rokugōdote • Keikyū Kawasaki • Hatchōnawate • Tsurumi-Ichiba • Keikyū Tsurumi • Kagetsu-sōjiji • Namamugi • Keikyū Shinkoyasu • Koyasu • Kanagawa-Shimmachi • Keikyū Higashi-kanagawa • Kanagawa • Yokohama • Tobe • Hinodechō • Koganechō • Minamiōta • Idogaya • Gumyōji • Kamiōoka • Byōbugaura • Sugita • Keikyū Tomioka • Nōkendai • Kanazawa-bunko • Kanazawa-hakkei • Oppama • Keikyū Taura • Anjinzuka • Hemi • Shioiri • Yokosuka-chūō • Kenritsudaigaku • Horinouchi • Keikyū Ōtsu • Maborikaigan • Uraga |

## Geschichte
Die Bahngesellschaft Shōnan Denki Tetsudō eröffnete den Bahnhof am 1. April 1930, als Teil der 30 km langen Strecke zwischen Koganechō und Uraga. Zusammen mit der im nachfolgenden Bahnhof Kanazawa-hakkei abzweigenden Strecke nach Zushi bildete sie zunächst für etwas mehr als anderthalb Jahre einen Inselbetrieb. Am 26. Dezember 1931 folgte die Eröffnung des Teilstücks von Koganechō nach Yokohama, sodass nun Anschluss in Richtung Tokio bestand. Am 1. November 1941 wurde die Shōnan Denki Tetsudō von der Keihin Denki Tetsudō übernommen. Diese wiederum ging am 1. Mai 1942 im Daitōkyū-Konglomerat auf. 1947 beschlossen die Daitōkyū-Aktionäre die Auflösung des finanziell angeschlagenen Konglomerats und am 1. Juni 1948 nahm das Unternehmen seine Geschäftstätigkeit unter dem neuen Namen Keihin Kyūkō Dentetsu (abgekürzt Keikyū) wieder auf. Das ursprüngliche Empfangsgebäude wurde nach 50 Jahren abgerissen und durch einen heute noch bestehenden, am 11. November 1980 eröffneten Neubau ersetzt.